# Peter P. Jones Film Company
Peter P. Jones Film Company fu una casa di produzione statunitense all-black attiva negli anni 1917-1918 fondata e diretta da Peter P. Jones. Jones seguì l'esempio di William D. Foster, un pioniere del cinema che era stato il primo nero a creare una compagnia di quel tipo, la Foster Photoplay Company. Altri nomi della produzione e distribuzione nera furono George Johnson con la sua Lincoln Motion Picture Company. Un'altra compagnia fu la Ebony Film Corp.

## Filmografia
- The Slacker (1917)
- The Troubles of Sambo and Dinah (1918)
- The Dawn of Truth (1918)
- Negro Soldiers Fighting for Uncle Sam (1918)